# Танґо но секку
Танґо-но секку— свято хлопчиків. Одне з свят яп. 五節句«ґосекку» яп. 節句 секу відзначалося п'ятого числа п'ятого місяця за місячним календарем в перший день коня. Називалося ще сьoбу-нo секу, тобто свято іриса. Ця квітка символізувала успіх і здоров'я. В Китаї існував звичай у перший день коня, збирати лікувальні трави, влаштовувати свята на полях і відводити нещастя від дому, для чого робили з полину ляльку і прикріплювали її біля входу в будинок. Згідно  «Ріцурьо» в Японії теж існував подібний звичай. В хроніці  яп. 続日本紀 «Сьоко ніхонґі» згадується ритуал запобігання нещастям за допомогою листя ірису, які прикріпляли на тілі. 
Обряди танґо-но секку не відокремлені від ритуалів захисту полів від комах в період цвітіння рису. На початку 5-го місяця за місячним календарем, селяни виставляли на полях яскраві прапори та пугала, жердини з прикріпленими гілками криптомерії і стрічками тканин для приваблення божеств, щоб забезпечити гарний урожай. В день танґо-но секу до жердин стали прикріплювати вимпели із зображенням міфічних духів, які повині були виганяти дияволів і виліковувати хвороби. 

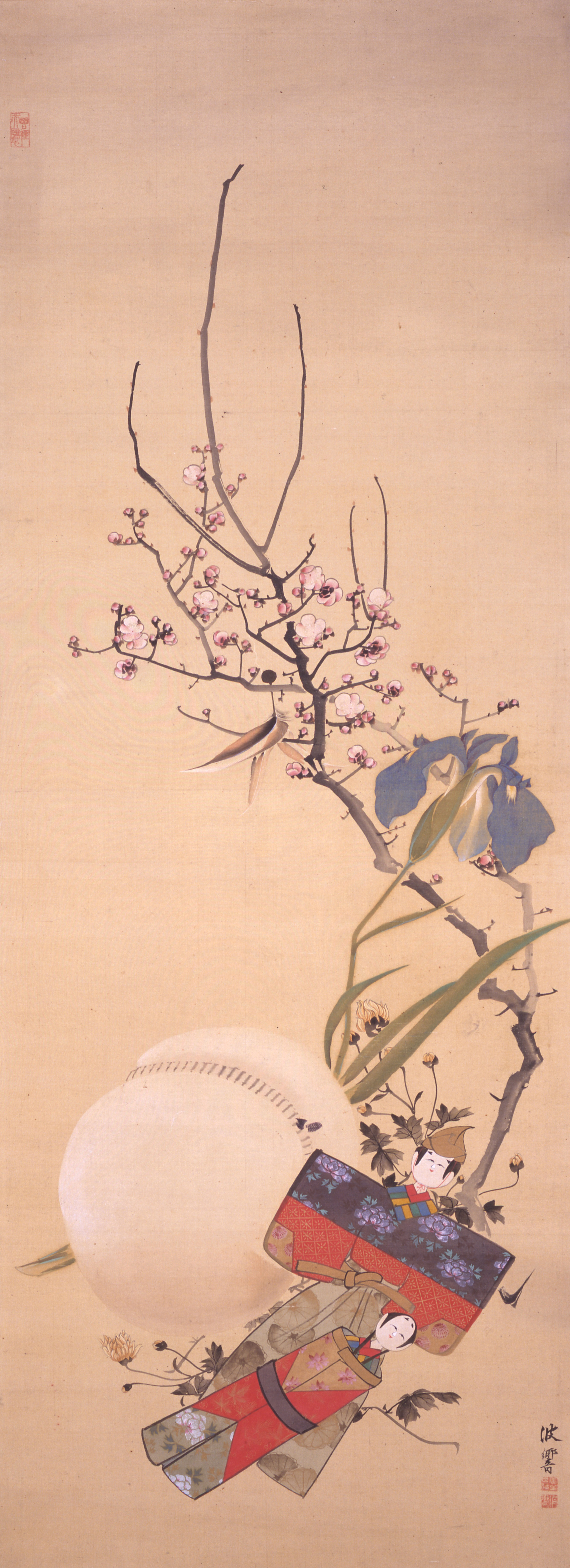
Ґосекку

Зверху підвішували зображення маленької рибки. Згодом п'яте число п'ятого місяця стало святом хлопчиків і з'явився звичай влаштовувати в будинках виставки ляльок воїнів та їх амуніції. У другій половині XVII століття почали вивішувати на дахах будинків коропів «коі-ноборі». Традиційно короп вважається прикладом стійкості, сміливості, наполегливості.
Після Другої Світової війни 5 травня було оголошено неробочим днем і відзначається з того часу як день дітей.